# Neues Proviantamt (Mainz)

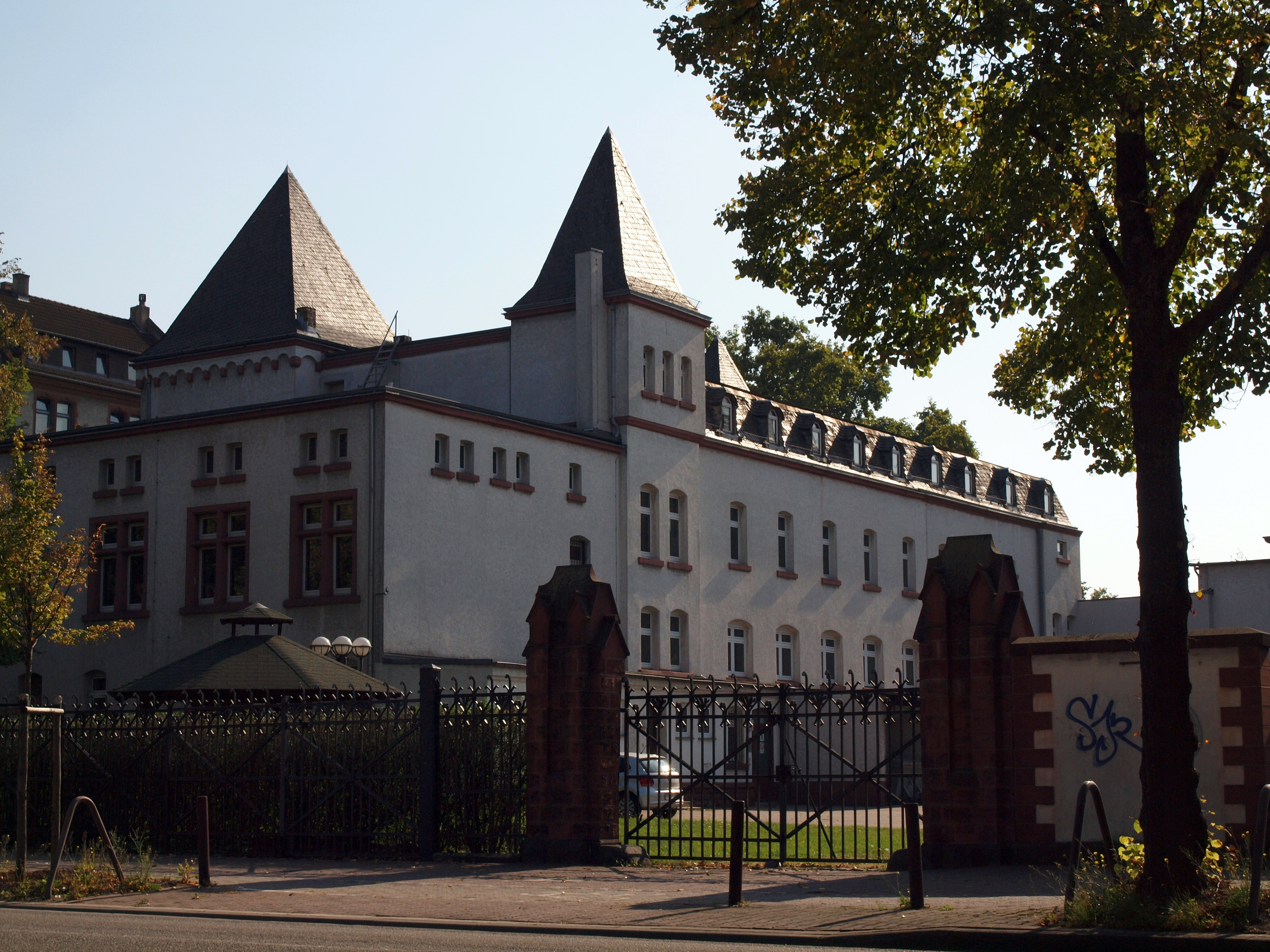
Blick von der Rheinallee auf das Neue Proviantamt in Mainz

Das Neue Proviantamt ist ein Gebäude in Mainz. Es wurde von 1899 bis 1906 nach Plänen des Militär-Bauamtes des Deutschen Reiches unter Militär-Gouverneur Paul von Collas erbaut und wird derzeit (2020) als Lager genutzt. Eine Umwandlung in Lofts und Büros ist geplant.

## Geschichte
Im Rahmen der Stadterweiterung wuchs auch die Ausdehnung der Festung Mainz. In der Neustadt wurden neue Kasernen, wie die Alicekaserne (heute Polizeipräsidium) sowie Verwaltungs- und Versorgungseinrichtungen gebaut. Nach der Erweiterung des Festungsringes um die Stadt mit dem Rheingauwall, sollte der Gebäudekomplex die Versorgung der im Nordwestteil der Stadt gelegenen Kasernen gewährleisten.
Die Nähe zum neu gebauten Hafen war logistisch vorteilhaft, da Massengüter wie Getreide gut mit Schiffen, dem damaligen Haupttransportmittel, angeliefert werden konnten. Ein Gleisanschluss der Hafenbahn stellte die Verbindung zu Hafen und Hauptbahnhof her.

## Die Anlage
Die Anlage besteht aus mehreren Lagergebäuden, die nur durch die Rheinallee vom Hafen getrennt sind, und einer Heeresbäckerei, welche die bereits vorhandene Anlage in der Armee-Konservenfabrik ergänzte. Das ursprünglich größte Gebäude der Anlage, ein siebengeschossiges Hafermagazin an der Rheinallee, fiel dem Zweiten Weltkrieg zum Opfer und wurde bis auf das heute noch bestehende Erdgeschoss abgebrochen. Zur Stadtseite (Süden) hin stand das Mehl- und Getreidemagazin. Dienstwohnungsgebäude gab es an der Westseite.

## Industriekultur

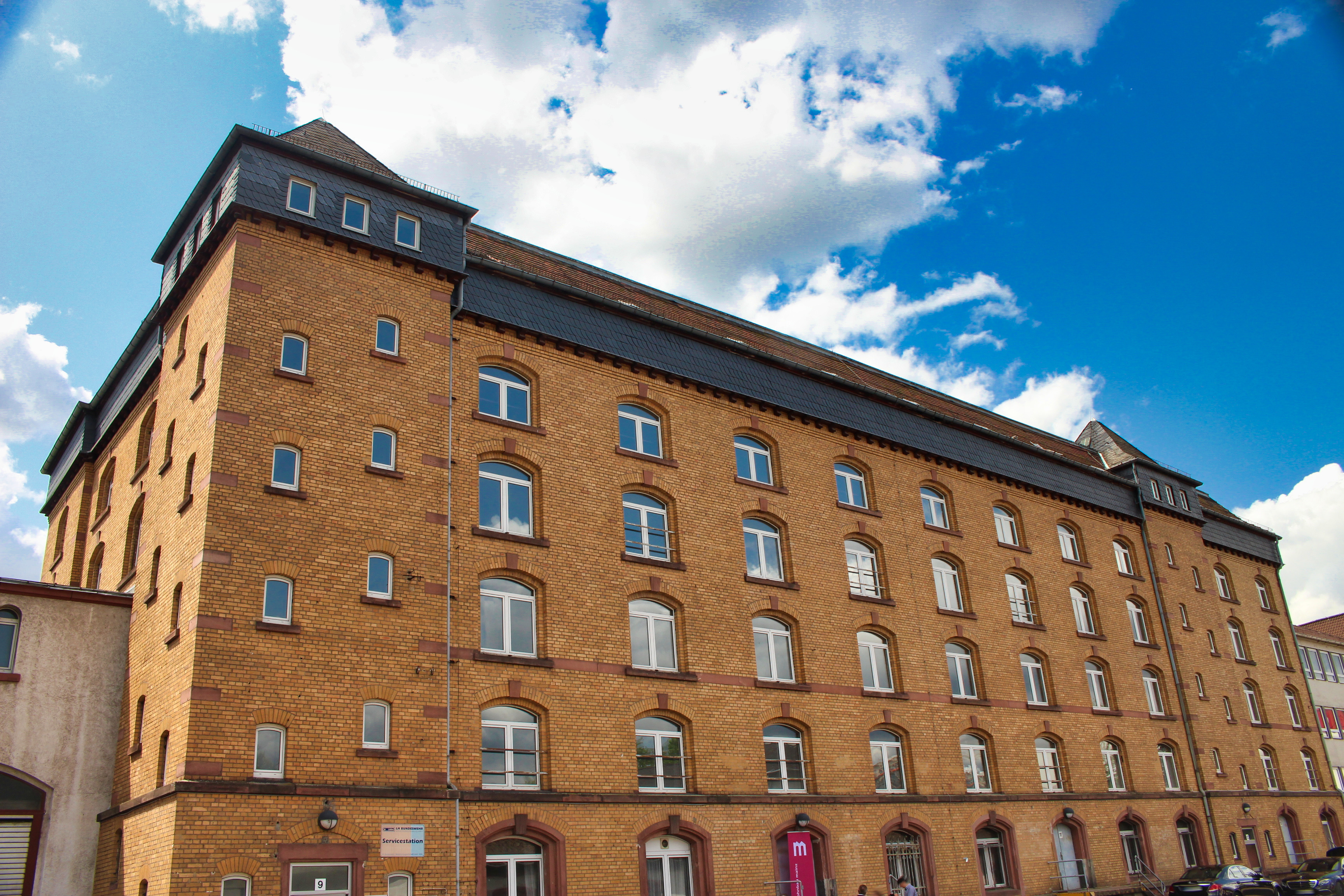
Das Bäckereigebäude

Die Heeresbäckerei hat eine repräsentative Fassade, die durch Türme mit steilen Pyramidendächern bestimmt wird. Das Sichtmauerwerk ist aus gelblichen Klinkern gebaut. Das Mehl- und Getreidemagazin und die Dienstwohnungsgebäude als Nutzbauten hatten einfache Backsteinfassaden. Die Planungen des Militär-Bauamtes waren nicht ausschließlich zweckbestimmt, sondern greifen auch die Formensprache der damaligen Zeit, einer Übergangszeit von Belle Époque und Jugendstil auf. Der gestalterische Anspruch findet sich auch in dem großen Eisengitterzaun von 1903, der das Gelände abgrenzt, wieder. In ihren außerordentlichen Dimensionen, die denen einer Fabrik nicht nachstehen, veranschaulicht das Neue Proviantamt die bedeutende Rolle der Militärs für die Stadt.

## Heutige Nutzung
Bis in die 2000er Jahre wurde das Neue Proviantamt als Lager für das Bundeswehr-Dienstleistungszentrum Mainz genutzt. Eine Konversion zum Stadtteilzentrum ist 2021 noch nicht finalisiert. Als zukünftige Nutzung stehen Büros und Lofts in Aussicht. Der Stadtteil Mainz-Neustadt will die Anlage als Kultureinrichtung und Stadtteilzentrum mit angemessener gewerblicher Nutzung entwickeln.
Das Gelände des Zoll- und Binnenhafen Mainz in der unmittelbaren Umgebung soll als neues Stadtviertel etabliert werden. Im Rahmen der gesamtstädtischen Planung haben die Rheinuferbereiche Priorität. Eine multifunktionale Nutzungsmischung zwischen Wohnen, Arbeiten, Freizeit und Kultur ist erwünscht. Insgesamt soll die Neustadt aufgewertet werden.